# Marian Batavier
Marian Batavier is een Nederlandse scenarioschrijfster van televisieseries en speelfilms. Ze schreef twee boeken over scenario schrijven: Het Geheim van Hollywood en Rijk door 1 zin. Tevens is ze producer van films, documentaires en tv drama bij Talent United.  Ze is uitgever voor de uitgeverij Stone Hollywood Publishers, die onder andere de boeken Screenwriting for money and awards, De nieuwe regisseurs, Filmervaringen uit de praktijk, het dubbelboek Het geheim van Hollywood & Rijk door 1 zin en het boek Documentaire uitgaf. Ze is mede producer van de met een International Emmy nominatie onderscheiden documentaire Robin's Road Trip (2017). Ze is scenarist van de speelfilm Mijn beste vriendin Anne Frank, gebaseerd op de vriendschap tussen Hannah Goslar en Anne Frank, dat wereldwijd door Netflix wordt uitgebracht. Ze is producent van de speelfilms Safe (2016) en Hostage X (2017) en een aantal documentaires.  
Haar recentste werk is het schrijven van scenario's en verzinnen van concepten voor series en films. 

## Werk

#### Scenario's
- Mijn beste vriendin Anne Frank (2021)
- De overgave (2014)
- Vermist (2014)
- Het gouden huwelijk (2013)
- Man in de crèche (2013)
- Ushi Must Marry  (winnaar Gouden Film en Gouden Pen) (2013)
- Me and Mr Jones on Natalee Island (2011)
- Kom niet aan mijn kinderen story (2011)
- Spoorloos verdwenen serie (2006)
- Holland 6-5 (2003)
- De 100% ab show serie (2002)
- Enigma (1999)
- The screenplay Interviews serie (1998)
- Bed & Breakfast serie (1997)

#### Production designer
- Gemengde berichten (1996)
- Filmpje! (winnaar Rembrandt, 1 miljoen bezoekers) (1995)
- Bed & Breakfast (1997)
- Sur place (1995)
- En Route (Gouden Kalf) (1994)
- Witness (nominatie Grolsch Award) (1996)
- Ivanhood (1992)
- Alaska (winnaar Gouden Kalf en Oscar voor beste buitenlandse studentenfilm)  (1990)

#### Boeken
- Rijk door 1 zin (2010)
- Screenwriting for money and awards (2009)
- Het geheim van Hollywood (2008)